# Hyperaspis concolor
Hyperaspis concolor é uma espécie de insetos coleópteros polífagos pertencente à família Coccinellidae.
A autoridade científica da espécie é Suffrian, tendo sido descrita no ano de 1843.
Trata-se de uma espécie presente no território português.